# Дорохој
Дорохој (рум. Dorohoi) град је у у крајње североисточном делу Румуније, у историјској покрајини Молдавија. Дорохој је други по важности град у округу Ботошани.
Дорохој према последњем попису из 2002. има 42.094 становника.

## Географија
Град Дорохој налази се у северном делу Румунске Молдавије. Град је недалеко на реци Жижији у брежуљкастом делу земље. Од првог великог града, Јашија, Дорохој је удаљен око 150 km северозападно.

## Становништво
У односу на попис из 2002., број становника на попису из 2011. се смањио.
| 1966.  | 1977.  | 1992.  | 2002.  | 2011.  |
| ------ | ------ | ------ | ------ | ------ |
| 16.699 | 22.161 | 33.739 | 31.073 | 24.309 |

Румуни чине већину становништва Дорохоја, а од мањина присутни су само Роми. Пре Другог светског рата Јевреји су чинили половину градског становништва.